# Hexametilén-triperoxo-diamin
A hexametilén-triperoxo-diamin (HMTD) a primer robbanóanyagok családjába tartozó szerves peroxid. Elsőként Legler állította elő 1885-ben. Az instabil robbanóanyag az abban az időben használt többi primer robbanóanyaghoz képest elég stabilnak számított, viszonylag egyszerű és olcsó volt előállítani. Azóta már felváltották a jobb tulajdonságú iniciáló robbanószerek, például a tetril vagy az ólom-azid.

## Előállítása, tulajdonságai
A HMTD hexamin hidrogén-peroxiddal való reakciójával állítható elő citromsav, esetleg sósav vagy kénsav jelenlétében.
A többi szerves peroxidhoz hasonlóan a HMTD hőre, ütésre és súrlódásra érzékeny. Ez teszi veszélyessé az előállítását és használatát. Tiszta állapotban (ha savmentes) stabilis és nem szublimál olyan gyorsan, mint az aceton-peroxid. A szerves peroxidok egész sorából a HMTD-nek van a legkisebb érzékenysége és a legnagyobb stabilitása, ami viszont meg sem közelíti az ólom-azid illetve a higany-fulminát stabilitását.
Specifikus sűrűsége 1,57 g/cm³, de szórási sűrűsége csak 0,66 g/cm³. 170 kg/cm² nyomással 0,91 g/cm³ sűrűségűre préselhető, de nem lehet érzéketlenné préselni. A maximális megengedett préselési nyomás 200 kg/cm², efölött már könnyen bekövetkezhet detonáció. 200 °C-os fémlapra szórva azonnal ellobban, 149 °C-nál 3 másodperc múlva. 
Az iniciáló képessége igen magas, megközelíti az ólom-azidét, detonációs sebessége 4510 m/s-ra tehető.

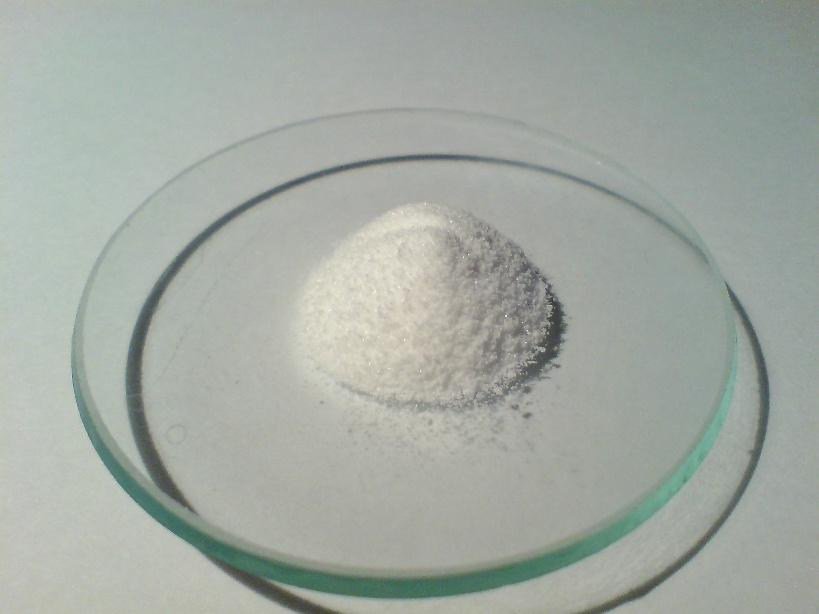
Kis mennyiségű HMTD egy óraüvegen

## Használata
Az első és második világháború alatt gyutacsokban használták, manapság már sehol sem alkalmazzák hivatalosan. A legfőbb ok, amiért már nem gyártják az, hogy alacsony a kémiai stabilitása és fémekkel érintkezve lassan oxidálja azokat, ezáltal felgyorsul a bomlása. A világon ma már sehol sem gyártanak HMTD-vel töltött gyutacsokat, viszont az amatőrök és a terroristák között népszerű maradt. Nagyon egyszerűen előállítható, sokkal biztonságosabb mint az aceton-peroxid, de még így is veszélyesnek számít.

## Fordítás
- Ez a szócikk részben vagy egészben az Hexamethylene triperoxide diamine című angol Wikipédia-szócikk ezen változatának fordításán alapul.  Az eredeti cikk szerkesztőit annak laptörténete sorolja fel. Ez a jelzés csupán a megfogalmazás eredetét és a szerzői jogokat jelzi, nem szolgál a cikkben szereplő információk forrásmegjelöléseként.